# Colom guatlla de Veracruz
El colom guatlla de Veracruz (Zentrygon carrikeri) és una espècie d'ocell de la família dels colúmbids (Columbidae), que habita la selva humida de muntanya del sud-est de l'estat mexicà de Veracruz.